# 情迷巴塞隆拿
《情迷巴塞隆拿》（英語：Vicky Cristina Barcelona），美國浪漫喜劇電影，伍迪·艾倫執導，2008年在美國上映。本片取景於西班牙的巴賽隆納、阿維萊斯和奧維耶多，是伍迪·艾倫第四部在美國以外取景的作品。
劇情描述兩位美國女子Vicky和Cristina在巴賽隆納避暑，結識一位藝術家Juan Antonio，Juan雖受這兩位女子吸引，但是身心靈仍無法忘懷前妻María Elena。分別由蕾貝卡·霍爾、史嘉蕾·喬韓森、哈維爾·巴登以及潘妮洛普·克魯茲演出。
本片首映於2008年坎城影展，其後陸續在全球各國上映後佳評如潮，尤其是潘妮洛普·克魯茲飾演的María Elena更是大受歡迎，本片亦獲入圍四項金球獎獎項，金球獎最佳音樂及喜劇類男主角、金球奖最佳音樂及喜劇類電影女主角、最佳女配角等，最後奪得金球獎最佳音樂及喜劇電影，克魯茲亦摘下英國電影學院獎最佳女配角和奧斯卡最佳女配角獎。

## 剧情
Vicky和Cristina在一个夏季造访巴塞罗那，住在Vicky的远房亲戚Judy家里。Vicky传统而实际，与老实巴交的Doug订了婚；Cristina反叛而率直，但不确定自己想要什么。
在一次画展上，他们认识了藝術家Juan Antonio，他与前妻陷入一种暴力冲突当中。后来在餐馆中他们再次相遇，Antonio邀请她们去Oviedo度周末，一起看风景、喝酒和發生性行為。Cristina一开始就同意了，但Vicky表示拒绝并感到愤怒。但她最终还是同意与好友同行。
第一天晚上，Antonio邀请两位女士来他的房间。Vicky拒绝了，但Cristina同意，但在喝酒之后突然病了。在那个周末剩余的时间里，Vicky被迫与Antonio作伴，而Cristina则在康复中。Antonio向Vicky讲述了他和前妻的事，消除了Vivky对他的不良印象。在一次感人的吉他音乐会后，Vicky与Antonio發生了關係。
第二天，她俩返回了巴塞罗那。Vicky带着负罪感，没有向Cristina说明她和Antonio发生了关系。Vicky开始研究加泰罗尼亚文化，而Cristina迷上了摄影。很快Antonio开始和Cristina约会，越走越近。而Vicky接到Doug的电话，说他准备在巴塞罗那结婚。
某天晚上，Cristina和Antonio被一个电话吵醒，得知Antonio的前妻María Elena试图自杀。Antonio把她接回了家，她只好睡在客厅。虽然开始Maria不信任Cristina，但她很快喜欢上了Cristina和她的摄影。
Cristina很快认识到这对从前的夫妻依然相爱，Maria透露说他们的关系之所以不稳定是因为总感觉缺点儿什么，一种他们也搞不清楚的神秘的东西。Maria说她现在明白缺的原来就是Cristina， 他们之间确立了三角关系。
暑假结束了，Vicky认识到对丈夫并不满意，仍然与Antonio保持联系。同时，Cristina变得焦躁，她离开了Antonio和Maria，去了法国。Maria感到不能接受，她与Antonio又分手了。
Vicky向Doug撒了谎，去见Antonio最后一面，但突然出现的Maria将她击成轻伤。Vicky大吵着离开了。当Crisrina从法国回来时，Vicky将一切告诉了她。当两人回到美国，一切又回到原点。

## 卡司
- 蕾貝卡·霍爾 - Vicky
- 史嘉蕾·喬韓森 - Cristina
- 哈維爾·巴登 - Juan Antonio Gonzalo
- 潘妮洛普·克魯茲 - María Elena
- 克里斯·梅希納 - Doug
- 派翠西娅·克拉克森 - Judy Nash
- 凱文·鄧恩 - Mark Nash

## 票房
直至2009年1月，電影在全球總票房淨收入8890萬美元，相比於二千萬的製作成本，這是伍迪·艾倫又一賣座電影。

## 獎項
電影贏得金球獎最佳音樂或喜劇片，而伍迪·艾倫則入圍為美國作家協會最佳原創電影劇本。
彭妮露·古絲贏得多個最佳女配角獎項，包括奧斯卡金像獎、英國電影和電視藝術學院、波士頓影評人協會、哥雅獎、堪薩斯影評人協會、洛杉磯影評人協會、國家評論協會、紐約影評人協會和東南影評人協會等。

## 外部連結
- Official website
- 互联网电影数据库（IMDb）上《Vicky Cristina Barcelona》的资料（英文）

| 獎項                                  | 獎項                          | 獎項              |
| ------------------------------------- | ----------------------------- | ----------------- |
| 前任： 瘋狂理髮師：倫敦首席惡魔剃刀手 | 金球獎最佳音樂及喜劇電影 2009 | 繼任： 醉後大丈夫 |